# Макија Вомано (Терамо)
Макија Вомано (итал. Macchia Vomano) је насеље у Италији у округу Терамо, региону Абруцо.
Према процени из 2011. у насељу је живело 24 становника. Насеље се налази на надморској висини од 856 м.